# 牙狼-GARO-
『牙狼〈GARO〉』（ガロ）は、2005年10月7日から2006年3月31日までテレビ東京系列で全25話が放映された特撮テレビドラマ（深夜特撮）である。近年では、テレビアニメや舞台などにも派生している。
この世の闇に潜む魔物「ホラー」を狩ることを宿命付けられた「牙狼」の称号を持つ魔戒騎士・冴島鋼牙の活躍を描く。
本項では、この作品の続編・関連作品についても簡易的に記載している（別節を参照のこと）。

## 概要
雨宮慶太による、『鉄甲機ミカヅキ』以来5年ぶりのオリジナル番組でもある本作品は、ハイパーミッドナイトアクションホラードラマと題されて制作されている。特撮番組としては珍しく深夜枠での放送となり、大人をターゲットにした番組作りがなされている。
スタッフ陣においては雨宮作品の常連であるBUDDY ZOOや竹谷隆之に加え、横山誠、金田龍、梶研吾、小林雄次、韮沢靖など、多彩な顔ぶれが集結した。キャスト陣には特撮番組初挑戦となる小西大樹をはじめ、多くの特撮番組に出演した螢雪次朗や京本政樹など、個性的な顔ぶれとなった。特撮OB・OGも多数出演している。
テーマ曲では1stオープニングテーマをインストゥルメンタル（歌詞無し）にし、2ndオープニングテーマは特撮主題歌初挑戦となったJAM Project、エンディングテーマを京本が担当した。
正式な作品名は『牙狼〈GARO〉』だが、最終話のラストカットに「暗黒魔戒騎士篇」の表記があることから、後に制作されたシリーズとの区別のためにこう呼ばれることもある。雨宮は、本作品の物語を「暗黒魔戒騎士篇」と位置づけることは最初から決まっていたと述べている。
シリーズ10周年記念として、2016年7月8日よりHDリマスター版が再放送された。その際、地上波では出演者とスタッフ（雨宮ほか）によるオーディオコメンタリーを副音声で放送している。

## 制作
本作品の制作に際しては渡邊亮徳の企画・尽力により、バンダイや東北新社などが資金を出し合う製作委員会方式を採用した結果、従来の特撮番組の2倍近い予算を確保できた。また、日本有数のVFX制作会社であるオムニバス・ジャパンがVFXを担当した。
本作品ではテレビ番組の水準を大きく越えるアクションシーンやCGが可能となった。変身前のアクションもワイヤーアクションを含めて数多く盛り込まれており、主要キャスト陣のみならずゲスト陣もアクションシーンに挑戦している。特に主演の小西と藤田玲については、最終的にスタントマンなしでアクションをこなせるよう、指導が行われた。
大人をターゲットにしているため、人体の激しい変容や損壊などグロテスクなシーンや女体の裸体シーンなど、通常の放送枠では実現困難な表現がなされ、ホラー色の強い作風になっているのも大きな特徴である。

### 企画経緯
本作品の企画は、雨宮慶太が東北新社からグループ会社であるオムニバス・ジャパンのCG制作チームを活用した作品作りを持ちかけられたことに端を発している。2004年に雨宮と東北新社と組んで制作したアニメ『魔法少女隊アルス』は実写での制作が検討されていた時期もあったことから、雨宮は実写作品の制作を要望し、雨宮が以前から構想していたダークヒーローものとして企画された。
当初は子供向け番組として検討されていたが、予算の問題や雨宮が子供向け番組として制作することへ疑問を感じたことなどから新しいコンテンツへの挑戦が提案され、深夜枠での大人向け番組として再構成された。子供向け番組として検討されていた当時の内容は、近未来を舞台に8人ほどの魔戒騎士が登場して陸海空のメカを乗りこなすという、完成作品とは大きく異なるものであったが、ガロのデザインはこの時点で決定している。従来の雨宮作品では和風テイストが強かったため、本作品では中世ヨーロッパの剣士をモチーフとしている。
変身後のスーツがアクションには不向きであるため、アクション監督の横山誠からの提案により変身自体が必殺技と位置づけられている。
前述通り、子供向けの特撮ヒーロー物として企画されていたときに、スーパー戦隊シリーズや仮面ライダーシリーズとの差別化を図るために「金属製の指輪や小さな剣で遊ぶカードゲームを使用した作品」というアイデアが浮かぶ。しかし、その後大人向けの作品へと方向転換され、主人公が使用するアイテムとして指輪のアイデアが浮かび、ドクロや女性などの6種類の指輪を指令や状況に応じて付け替えて戦う、という案になったが、放送されるのが『牙狼-GARO-』へと決まった際に主人公だけがドクロの指輪を身に付け、そのほかの魔戒騎士はブレスレットやペンダントを身に付けるという案になり、ドクロ以外の5種類の案がそのデザインの基となっている。

### デザイン
雨宮慶太が牙狼のデザインを固める中で、最初に怖い顔の黄金のヒーローという案があり、「黄金仮面ハヤブサ」という、黄金バットのような髑髏で金色のキャラクターが考え出された。この黄金仮面ハヤブサに落ち着きかけたが、黄金要素を外すことを考え、PLEXとともにアイデア出しをしていく中で、銀色の狼の「シルバーウルフ鋼牙」というキャラクターにたどり着いた。ここに金色の要素を足したことで、牙狼のデザインが固まった。

### 設定
初期の子ども向けに制作していた時点では、近未来の都市でガロと警察官が連携する世界観が想定されていた。牙狼はモバイル携帯手帳から呼び出される設定になっていた。各キャラクターの設定も、鋼牙は冴島コンツェルンの御曹司であり、カオルは悪女、龍崎は警察官であるが最終的には暗黒騎士になるという形になっており、大河にあたるキャラクターは魔戒騎士としては1回も戦わなかった設定がなされていた。ゴンザは設定を練る段階で1度消えたが、代々受け継がれる魔戒騎士を表現するうえで必要になり復活させている。また、カジカというメイドのキャラクターを考えているが、当時のメイドブームに便乗したものであり、雨宮慶太曰く「実現しなくて良かった」。

### 音楽
劇中音楽は、あらかじめ一定数の楽曲を用意しておいてシーンに合わせて選曲するというテレビ番組によくある方式ではなく、各エピソードやシーンに合わせて楽曲を随時制作するという手法が用いられた。最終的に制作された楽曲の総数は、未使用を含めると約420曲にも及ぶ。そのため、シリーズ全体を通して使用された楽曲はごくわずかで（毎回使われたのは予告編のBGMのみ）、一度きりの使用に終わった曲も多い。放送終了後にサウンドトラック・アルバムが発売されたが、実際に使用された曲ですらCD1枚には収まりきれず、未収録になった曲も少なくない。
オープニングテーマを担当したJAM Projectは、当時5年目であり、ステップアップとして特撮の曲を作る意味で参加している。1回目に提出したのが「牙狼〜SAVIOR IN THE DARK〜」であり、雨宮慶太から褒められたと、影山ヒロノブが語っている。
エンディングテーマを担当した京本政樹が、2004年6月に台本を読みながら書いたのが、前期の「僕が愛を伝えてゆく」であり、クランクインしてから制作したのが、後期の「僕はまだ恋をしてはいけない」である。悪役である自分ではなく、主役の小西や藤田に歌ってほしいと思いがあり、GARO Projectを結成した。

## 反響
フィギュアやDVDの売り上げは好調で、プロップ＆イクイップメントは発売後完売したという。2006年の『白夜の魔獣』の放送後、本作のミニシアター系での上映を狙った映画の企画も考えられていた。しかし、映画の企画は立ち消えとなり、2008年の『CR牙狼』のヒットにより2010年の『RED REQUIEM』が制作されるまで、小説の連載は続いていたものの、牙狼の映像のコンテンツは4年間のブランクが空いている。

## ストーリー
画家を夢見る女性・御月カオルは初めての個展を前に張り切るが、同時に幼いころに読んだ、父の描いた「黄金騎士」の絵本を夢に見ることが気になっていた。心理カウンセラーの龍崎駈音に相談することで一応安心したカオルは個展に臨むが、画廊のオーナーが突如として異形の化物に変異し、カオルを襲ってくる。その時、カオルの前に白いコートをまとった謎の青年が現れ、変身して化物を倒す。その姿は、正にあの絵本に描かれた「黄金騎士」そのものだった。

## 登場人物
冴島 鋼牙（）
主人公。魔戒騎士としてホラーと戦う青年。25歳。
魔戒騎士の最高位『牙狼』の称号と、その証である黄金の鎧を代々受け継ぐ一族の直系で、東の管轄に所属している。愛用の魔戒剣は直刀・両刃、鍔無しの長剣で真紅の鞘に収められている。騎士としての紋章は三角形で、白いコートを愛用し、その左胸には自分でつけたお守りが下がっている。頭脳明晰で、抜群の運動神経を持ち、生身のままでも素体ホラー程度なら苦もなく蹴散らす圧倒的な戦闘能力を有する。
口下手で無愛想なため、カオルが誤解して気分が悪くなるような発言も多々あるが、実は誰よりも優しく熱い男。当初はホラーの血に染まったカオルをホラーを誘き寄せるエサと発言していたが、実は掟を破ってまでカオルを助けるとはじめから決意していた。
食に関してもストイックであり、好物はコーンフレーク。ただし一番の御馳走はゴンザの手料理らしい。背中には大きな傷があり、小説『暗黒魔戒騎士篇』では、大河が死亡した後、邪美を庇いホラーにより背中に傷を負う様子が描かれている。亡き父・冴島大河の跡を継いで魔戒騎士となった。普段は頭脳明晰・冷静沈着だが、父を辱められると普段出さない怒りの感情を剥き出しにして辱しめた相手に敵意を向けることも。
メシアとキバを倒した後、北の番犬所の管轄に移って“守りし者”としてホラーと戦い続けている。
魔導輪ザルバ
鋼牙が左手中指に嵌めている黄金騎士のみが持つとされる意思を持つ指輪。基本的戦いや敵の特徴においてのサポートやアドバイス的な役割を持つ。リングに小さな頭部が付いたスカルリングのような意匠。一人称は「俺様」で傲岸不遜な性格。
ホラーを探知することができ、威勢の良い口調で鋼牙を鼓舞する相棒的存在。実は魔戒法師によりソウルメタル製の指輪状の魔導具に封印された人と契約して力を貸す敵意を持たないホラーであり、この稀な種は黄金騎士だけが所持を許されている。鎧を召還した際は左手の手甲上に半埋め込みのような状態で装着されている。鋼牙とザルバは共存しており、「1ヶ月に1日分の命を与える」という契約に基づき、毎月一日だけ鋼牙は自室で死ぬ。元々は大河と契約していたのだが、その死に際に、息子の鋼牙にその想いを伝えた後、請われて彼のパートナーとなる。キバとの戦いで魔界から鋼牙に鎧を届けるために力を使い果たし砕け散ったが、西の番犬所に修復され記憶を失いながらも復活した。ザルバとは旧魔界語で「友」という意味。「こいつは厄介だぞ」や「厄介なところに・・」など「厄介」が絡む言葉が口癖。
普段は、鋼牙の屋敷にある専用箱の中に封印されており、指に嵌めることで息を吹き返して話し出す。また、カオルには自身の背骨から生み出したリングを嵌めさせ、彼女の場所を特定させていた。
小説版では大河と出会う以前から人間との共存の可能性を考えていたとされている。本来の身体は魔界にあり、それに魂を戻すことも可能らしい。

御月 カオル（）
アルバイトをしつつ絵を描き続けている画家の卵。23歳。
画家になりたてのため、様々なアルバイトで生計を立てているが、無計画で収入のすべてを画材に注ぎ込んでしまうので貧乏生活から抜け出せない。家賃も滞納し続けたためにアパートを居ない間に追い出されてしまい、そばにいろと言った鋼牙の言葉を逆手にとって半ば強引に屋敷に居候することになる。
鋼牙とホラーの戦いに偶然遭遇し、その際にホラーの返り血を浴びたことで、ホラーに狙われることになる。ついに瀕死の状態にまで陥るが、鋼牙の奮闘で無事にホラーの血は浄化された。彼女の亡父・由児は、生前に出会った牙狼をモデルにした絵本『黒い炎と黄金の風』を書いている。料理の腕は常人では食中毒を起こしてしまうほどの不味さで、友人の亜佐美を病院送りにして彼女のトラウマにしている。ポジティブなのか思慮浅いのか不明だが思ったことをすぐ口にしてしまう傾向があるが、別に気が強いというわけではない。男性にはあまり興味がなく、絵を描くことが最優先事項。絵のタッチはシャガール風。
全ての陰我から解放された後、絵の勉強のためにイタリアへと渡った。
倉橋 ゴンザ（）
代々、冴島家に仕える鋼牙の執事。67歳。
家系が代々、魔戒騎士に仕えており、本来は大河の執事だった。鋼牙に心からの忠誠を誓っており、鋼牙もまたゴンザに対して絶対の信頼を置いているため、鋼牙にとって父親や兄代わりとも言える存在。屋敷のことを全て一人でこなすため、お手伝いなどの他の使用人は冴島家には一人もいない。代々魔戒騎士に仕えてきたために魔界語や魔戒の伝承にもかなり詳しい。転がり込んできたカオルのことも家族のように優しく見守っている。気さくでいつも物腰の柔らかい人物だが、自分の運命を知ったカオルが誤解から鋼牙を責めた時はいつにない表情で厳しくカオルを叱りつけて彼女に鋼牙の真意を諭すこともあった。
戦う力はないが、最終決戦では本来扱えないはずのソウルメタルを持ち上げて零を援護した。
『the BIBLE』では魔界の茶葉を使った紅茶を大河に飲ませている。
涼邑 零（）
6話から登場した謎の美青年。18歳。
「ゼロ」の称号を名乗り、西の管轄に所属するが、どの魔戒騎士の系譜にも属さない謎の魔戒騎士。騎士としての紋章は、円の中に稲妻が走ったような図案で黒いコートを愛用。紋章とは別に背中にはドリームキャッチャーと双剣を象った刺繍が施されている。やんちゃで軽口を叩き、軟派で子供な性格だが、魔戒騎士としての志や掟を誰よりも重んじている。極度の甘党でありテーブルから溢れるほどのケーキを注文するほど。鋼牙に異様なまでに執着し、「黄金騎士の抹殺」を言って憚らず、彼に勝負を挑む。実は老魔戒騎士・道寺により育てられた子供で、道寺の技を伝授されている。本名は「銀牙」という。
ある日婚約者・静香と道寺を何者かに殺害され、以後本来の名前を捨て復讐のために生き続けている。彼が鋼牙をつけ狙うのは婚約者と師を殺した魔戒騎士への憎悪からであり、数度鋼牙 ＝ ガロと渡り合ったが、鋼牙の直向きさや、死闘の最中自分を殺せたのに敢えて手心を加えた様を目のあたりにするにつれ、本当に彼が仇なのかの確証が持てなくなる。そして遂にキバの出現で記憶が鮮明となり、目指す敵を間違えていたことに気付き、キバを倒すために鋼牙と手を組むことを決意した。実はずっと牙狼の称号に憧れていた。鋼牙の使うものより短い、黒い鞘に収められた直刀・両刃の一対の魔戒剣を愛用し、銀狼剣と同じく柄を合体させることも可能。また、「破邪の剣」と呼ばれる投擲武器系の短剣を有する。銀のライター状の魔導具を所持する。
戦いの後、その功績を認められて正式に魔戒騎士の系譜に加えられ、鋼牙に代わって東の管轄を担当している。
魔導具シルヴァ
零の魔導具。指輪型のザルバと違い、ソウルメタル製のペンダントの形をしている。仮面を被った女性の頭部のような意匠。制作者は不明。
妖艶な女性のような声、口調で話し、零のことは「ゼロ」と呼ぶ。鎧の召還時には喉元の甲に収納されている。獣化ガルムの攻撃から零を庇い、半壊したが無事だった。零はそのことを悔やみ、自分で修復した後『白夜の魔獣』以降は左手に付け替えている。シルヴァとは旧魔界語で「家族」という意味。
元々は零（銀牙）の師であり、義父である道寺と契約していたため、本当の両親を知らない零にとって、唯一の家族とも言える存在。ザルバとは旧知の仲。

冴島 大河（）
鋼牙の父で先代の牙狼。
ホラーにも名前が知れ渡るほどの実力の持ち主だったが、魔道に堕ちた弟子であり親友であったバラゴとの戦いの中で、飛び出した鋼牙を守るため命を落とす。「護りし者」としての在り方を、自らの命を以って鋼牙に伝えた偉大な男。既に劣勢でありかなりの深手を負っていたとはいえ、自分のために父が死んだことへの後悔の念は今でも鋼牙を苛み、父の最期を揶揄されると激昂するのはそのためである。
その死後、愛用の牙狼剣は長らく地に刺さったままだったが、修行により鋼牙はそれを抜けるようになるまで修行し続けついに剣を手にした。その後、剣は鋼牙が引き継ぐこととなり、牙狼の称号は鋼牙が担うことになった。
バラゴ
冴島大河の元で魔戒騎士になるための修行を積んでいた人物。ゆえに騎士としての太刀筋、紋章などは鋼牙と同じ黄金騎士の系譜。ライター状の魔導具の色は不明だが、浜辺で錆び付いた状態で阿門に発見され、最近まで使っていたと考えていた阿門と、瞬時にザルバがバラゴのものと判断したため、錆色に近い彩色だった模様。
大河の親友であり優秀な弟子だったが、己の慢心とホラーに家族を殺された復讐心を見透かされ、力を追い求めるあまり、闇の魔導書に魅入られ心を囚われてしまい暗黒面へと導かれ、暗黒騎士になる道を選び装着制限時間が過ぎても鎧を解除せず鎧に喰われ（心滅獣身後、暗黒騎士に）、ソウルメタルの性質の反転に伴い紋章も逆正三角形へ反転した。
現在は、顔に大河に負わされた十字の紋章（「必殺」の呪印）があったがその死を間逃れる。幼少期のカオルをメシア召喚のゲートとなる少女として任命し、龍崎として彼女に接触、それから23歳に至る今までカオルを監視し続けていた。そして、三神官を味方につけ、鋼牙に困難な指令を与えてあわよくば抹殺しようとしていた。カオルをゲートにメシア降臨を企むも、メシア降臨のためにホラー集めの道具として利用されていたに過ぎず、最後はメシアに食われ消滅した。
小説版では消滅後に己の師であった大河と再会し、最終話の牙狼の鎧の召還を助力した。その贖罪が認められたのか再び、魔戒騎士の子として転生し、イタリアで修行中にカオルと再会する。
龍崎 駈音（）
カオルが懇意にしているクリニックの心理カウンセラーで、テレビに雑誌に引っ張りだこの有名人。カオルの信頼する相談相手であり駈音も何かと気にかけている。カオルはデータ収集のアルバイトという名目で雇われ、彼のモニターとなっており、カオルには研究の対象として金を渡している。
その正体は、道寺から強奪した変化の秘薬を使いその顔を変化させたバラゴの仮の姿。
元々は、「龍崎」という名前の鋼牙のパートナーの刑事で、良い人物だったが最後に闇に堕ちてキバになるという設定だった。自身の持つ警察手帳のような電子モバイルの中に絶対に押してはいけない狼のアイコンがあり、この世のものではない超常現象のような対処できない力に遭遇した際に押すものであるが、すぐに押した刑事は懲戒免職になってしまうというもので、ホラーに遭遇した龍崎がそれを押すことで普段は寝ている鋼牙がやってきて倒すというものだった。

三神官（ケイル・ベル・ローズ）
東の番犬所を執行する三神官。それぞれの性格には若干の差がある。
恐ろしく洞察力が高く冷徹だが、大変悪質な悪戯好きで、命を落とした騎士もおり、また「騎士は、人間など守らずホラーを狩っていればよい」という考えを持ち、騎士たちの忠誠心は決して高いとはいえない。元は1人の人間だったが、魔界と人間界の橋渡しとして選ばれ数百年の時を生きているらしい。既に元の肉体が滅したため、現在の3人の子供の肉体を依代として選んだ。度々器を変えてきており、肉体の保持には番犬所の台に掛けられた術が必要で、そこから降りると実時間の経過が身体に現れる。暗黒騎士キバに従い、封印したホラーを魔界に送還していないなど独自の行動を取っていた。声は演者とは違う声優によって吹き替えられている。
名前の由来はギリシャ神話の地獄の番犬「ケルベロス」の3分割。
ガルム
三神官が成人の女性の肉体を依代として選び、乗り移った姿。あくまでも新たな人間の器であり、本来の容姿ではない。違う人間に姿を変えることもできる。
コダマを殺された復讐心から鋼牙たちに襲いかかった。生身のままでも戦闘能力は非常に高く、その力はコダマ同様獣化することでより強大になる。バラゴに長きに渡って従う振りをして、メシア降臨を企んでいた。圧倒的な力で一度は零を倒し、さらに鋼牙に斬られても復活。零と再戦し再び追い詰めるが、ゴンザの乱入に気を取られた隙を突かれて倒された。
名前の由来は北欧神話の地獄の番犬「ガルム」。
獣化ガルム
ガルムがメシアによって得た能力で真の力を発揮した戦闘形態。
魔戒騎士のように光の輪を発生させて変化する。変身前の高い格闘能力に加え、背中の日輪のような装飾を変形させたフラフープ状の武器を使って戦う。その能力はゼロですらも太刀打ちできないほど。

コダマ
三神官の従者。長身で細身の男で、主には絶対の忠誠を誓い全く喋らない。
生身でも魔導火を操り、声による光弾を放つ。身体能力だけでも鋼牙と零を圧倒するほどで、肉体は魔戒剣すら通さない凄まじい戦闘能力を持つ。ガルムの発言から推測するにまだ成長段階で潜在能力が極めて高い。実はガルム（ケイル・ベル・ローズ）の実の息子（父親は不明）でホラーではない。にもかかわらず、上述の能力と高い身体能力を駆使し魔戒騎士と対等、もしくはそれ以上の戦闘能力を発揮する。
魔獣装甲コダマ
コダマが真の力を発揮した最終戦闘形態。
彼はホラーではないので、原理としては魔戒騎士と同じく魔獣装甲を纏い強化した姿。大声を出すことによりその姿を現す。魔戒騎士が纏う鎧とは異なり、瞬きをしたり、口を開閉させることが可能。武器は片刃の剣を使い、声による言霊のような攻撃は直接は使わず剣に力を込めるために使う。戦闘能力は高く、牙狼をも圧倒した。だが怒りと復讐心に囚われ、禁を破り心滅獣身に変化した牙狼の敵ではなく、尻尾の刃で真っ二つにされ呆気ない最期を遂げた。

阿門（）法師
魔導具の修復の腕前は神とされる初老の魔戒法師。ザルバを封印していた魔導輪も彼の作による。
鋼牙の父・大河とは旧来の友人であり、よくバルチャス（魔戒ゲームの一種）を競っていた。血のように赤い酒が好物。顔を変容させる秘薬の製造者でもあり、薬のストックがなくなったバラゴに製造を迫られ、それを断ったため殺害される。その時バルチャスの「騎士」の駒を握った状態で死んでいたため、邪美は番犬所・魔戒騎士に疑念を抱くこととなった。
邪美（）
阿門に育てられた孤児であり弟子であり、鋼牙とは幼馴染でありかつ年上である。
「良い魔戒法師になった」と阿門が認めるほどで、法術の腕前は阿門を超えると言われている。魔導文字を使用した攻撃に長け、魔導札を自在に操る。魔導旗を使用した体術に優れており、強さは鋼牙とも対等に渡り合う。阿門の死を目の当たりにし、戦う決意を固めた証の黒を基調とした戦闘服を着て、その力を駆使してコダマとも優位に渡り合い、阿門の殺害を機に番犬所に不審を抱き、東の番犬所を襲撃、そこでなぜか魔界に送還されているはずの、ホラーを封じた短剣を発見、奪取する。コダマの追撃を振り切った後、彼女の暗殺を拒み番犬所と袂を分かった鋼牙と協力して月光陣で短剣を魔界へ送還しようとするが、成就寸前でコダマに闇討ちを受け殺害されたかに見えた。
『白夜の魔獣』にてその後が描かれている。
御月 由児（）
カオルの父親で絵本作家。
自らが黄金騎士に助けられた経験を元に「黒い炎と黄金の風」という絵本を残した。当初、カオルは、創作のためには家庭を顧みず仕事に没頭して、病床に伏せた母を見舞うことのなかった彼を嫌っていたが、彼の手掛かりを追っていくうちに真意を知ることになる。
小説版によるとホラーから受けた毒が原因で亡くなった模様。
御月 かりん（）
カオルの母親。カオルが幼いころに病気で他界。最終話では幻として由児と共にカオルの前に現れ、成長したカオルの姿を見て喜び会った。
道寺（）
零の育ての親である銀牙騎士の系譜の魔戒騎士の老人。身寄りのなかった零と静香を引き取り、魔戒騎士の系譜を継がせるために育てていた。シルヴァの元パートナーである。バラゴに顔を変容させる秘薬を明け渡すことを拒んだため、殺害された。
静香（）
零と共に道寺に拾われて育てられた孤児。零にとってかけがえのない存在であり、彼と共に幸せな日々を過ごしていたが、道寺と共にバラゴに殺害された。零のコートの背に描かれているドリームキャッチャーの図案は、彼女が作ったものが元となっている。
篠原 亜佐美（）
カオルの大学時代からの親友。酒とイイ男に目がない。出版社に勤務しており、彼女のために仕事を斡旋したり、金を貸したりしくれる友達思いの女性だが、カオルの手料理を食べて食中毒を起こして入院するなど散々な目にも逢っている。ザルバの好みのタイプであるらしい。
度々カオルの世話を焼いていたが、第10話以降から登場していない。
加藤 浩一（）
カオルが借りていたアパートの大家。カオルの家賃滞納を食い止めようとしているが、いつも逃げられている。第4話で家賃の滞納に加え、カオルが無断で部屋の壁に派手なペイントを施したことでとうとう堪忍袋の緒が切れて彼女を追い出した。それ以降は登場していない。
八木 修（）
幼稚園の園長。カオルに由児が提供した女神の壁画の修復を依頼する。その後、第22話で倉庫で発見した『黒い炎と黄金の風』の原本をカオルに送った。
小説版にも登場しており、その際に鋼牙と対面している。

## ホラー
太古の昔から魔戒騎士たちと戦ってきた魔界の住人。「魔獣」「魔物」とも呼ばれる存在。
森羅万象あらゆるものに存在する“陰我（邪念）”の宿ったオブジェ（生物の死体なども含む）に人間が触れることでゲートとなり、その影を通じて人間界へとやってきて、邪心のある人間や物へと憑依する。人間の肉体や魂が好物（個体によって嗜好は異なる）で次々と餌として捕食する。ただし、いずれの個体も本来の姿で活動するのは暗闇や夜間のみとなるため、昼間はその憑依した者の姿に成り代わって活動している。また、少量でもホラーの血を浴びた人間は「血に染まりし者」と呼ばれその命はあと100日となり、ホラーにとっても極上の餌となる。血に染まりし者の末路は零曰く「気絶することも許されない激痛の中で悪臭を放ちながら溶け崩れていく」とのこと。『白夜の魔獣』以降ではその「仲間の血の匂いを嗅ぎつけて獲物を襲う」という習性を利用して布などにホラーの血を染み込ませ、ホラーをおびき寄せるのに利用されることがある。
魔戒騎士によって倒されると各魔戒騎士の武器に封印され、番犬所で浄化することで小剣となりそれが12個集まると番犬所を通じ魔界へと強制送還される。
※括弧内は登場話数
素体ホラー
生物や物へと憑依する前の下級ホラー。二本の角と瞳の無い白い目、小型の天使と悪魔の羽を背中に宿した醜悪な悪魔のような姿をしている。
魔界やゲートから出現したばかりの下級ホラーは皆この姿をしており個体差は全く無く、魔戒の者たちからすれば戦闘能力は低いため群れることもあるが、邪心のある人間や陰我のあるオブジェに憑依・同化（どちらもほぼ乗っ取られる形）することができそれぞれの陰我に応じた姿・特殊能力を得て強くなる。ただし、“翼による飛行”など素体ホラーで出来ていたことができなくなるデメリットも場合によってはあるため同化しても素体ホラーとほとんど変わらなかったり素体ホラーの状態を保っていることもある。一度憑依されるとその時点で肉体が滅びるため、人間界の生物にとってホラーとの同化は死を意味する。
アングレイ（#01）
呪われた裸婦が描かれた絵画をゲートに現れたホラー。画廊のオーナーである谷山太輔の女性に対する邪心に反応して取り憑いている。
人間の中でも特に女性を好んで捕食し、異空間などのトラップ・赤い騎士の絵画から実体化した使い魔も使役する。人間体の時は、口から溶解液を吐いて攻撃する。鋼牙に追い詰められ谷山の肉体を捨て、髑髏の絵画に再憑依する。鋼牙に倒されるが、その際に飛び散った返り血がカオルにかかってしまう。
イシュターブ（#02）
廃材専門の工場に捨てられていた十字架のオブジェをゲートに出現し、詐欺紛いの投資セミナーを主催しているIT系の起業家九条あずさの金銭に対する邪心に反応して取り憑いたホラー。
食物としての人間の好みはなく、金に釣られてセミナーに参加した投資欲に群がる獲物を鎖に変えて捕食する。人間体の時は、自在に肉体を駆使し鋼牙とも互角に渡り合う驚異的な運動能力を発揮する。真の姿はアイアンメイデンを擬人化させたような姿であり、自在に伸びる全身の鎖と鎌が武器。最期は鋼牙を道連れにしようと試みたが、打ち破られて一刀両断された。
- デザイン画では頭部にバイザーが存在していたが、雨宮の意向により顔の出た形状となり、メイクも雨宮が施した。

モラックス（#03）
通常のホラーと違い、人ではなく流れる時の陰我に宿り、時計の姿で行動し、捕食したい人間の嗜好に合わせた時計の形状に変化して着けた人間の体内に侵入して内側から人間を食し、食べ残した人間を砂のように崩れ去る。一晩で村一つを喰い尽くしたこともある大食い。古今東西のあらゆる時計に変化することが可能で最終的に時計台に憑依して体内に鋼牙を誘き寄せて戦ったが、時計台から分離され素体ホラーになったところを一刀両断された。
- 造形物は顔の周囲のみで、触手はCGで描写された。冴島鋼牙役の小西遼生（小西大樹）は、後年のインタビューで相手がいない中でアクションを続けなければならなかったことを、本作品で思い出に残っているアクションシーンの一つに挙げている。

パズズ（#04）
医師・立神亮一に憑依した一つ目の上級ホラー。かつて人体実験に使われた医療用メスをゲートに出現した。
グルメと嘯き、自分の手口の悪辣さを棚に上げて「フォアグラを食べる人間の方が野蛮」というポリシーを持ち、「人間は食材であり、最大の珍味は希望に満ち溢れた人間」と鋼牙に語っていた。病んでいる人間は好みではないため、病気を完治させてから、生の希望に満ちた人間を好んで喰っていた。人間体の時は、後頭部から手術道具を付けた多数の触手を発し、結界札なども使用する。自分の病院の看護婦に他のホラーを憑依させ、部下として従えていた。真の姿は蝙蝠を擬人化させ、吸血鬼を思わせるような不気味な怪物。人間体に用いた触手に加え、十字架状の武器を操る。長期に渡って結界を病院に張り、魔戒騎士の目を掻い潜って人間を捕食し、鎧の召還の出来ない鋼牙を追い詰めるも、結界を破られたことで形勢が逆転し、怒りと共に放たれた烈火炎装の斬撃に焼き斬られる。
倒された後も最後の晩餐にカオルを喰おうと迫ったが、鋼牙に「ふざけるな」と切り捨てられる。
- 烈火炎装を登場させるストーリーであったことから、強力な敵として結界や手下などが設定された。

ルナーケン（#05）
自殺の名所とされる高台に置かれていたオブジェをゲートに出現し、男女関係のいざこざで自殺を図ろうとした女性に憑依したホラー。
憑依した人間を蛹にして、満月の月光で完全体へと覚醒する。人間に捕食に関する嗜好は不明。羽でバリアを張り自身を周回する“月”と呼ばれる球体を自在に操って攻撃する。攻撃を加えても無数の蛾に分裂し、捉えどころがない。実は“月”の方こそが本体。最期は命乞いをするも、聞き入られずに鋼牙に“月”を破壊され、一刀両断された。
ウトック（#06）
墓場の墓石をゲートに出現したホラー。老いたホステス、氷見川琴美の醜い心・美に憧れる心につけ込み、憑依。
琴美に若さと美貌を与え、コトミへと変貌させ、自身の美貌目当てに言い寄ってくる男たちを捕食する。戦闘時は墓石を投げつけたり、楯にしたり、墓石に乗って浮遊するほか、霧状のガスを噴出する。本性は腐乱死体のような醜い姿。鋼牙に斬られた後、元の姿に戻ってカオルに助けを求めながら消滅した。
モロク（#08,21）
かつて、殺人鬼が死体の保存に使っていたとされる、曰く付きの年式不明の冷蔵庫の影をゲートに現れた情熱の炎と哀しみの氷を持つホラー。
ピアニスト志望だった恋人を失い、絶望と狂気から連続殺人を犯し、死体から切り取った美しい指を保管しようというバーテンダー神須川美理の邪心に同調して憑依。美理が目を付けた美しい指を持つ人間を一瞬で氷漬けにして砕き、その氷ごと捕食する。そのため、人間を捕食するのではなく、指を求めて殺人を繰り返している。半身が炎、半身が氷という独特の形状を持ち、上腕部が存在せず、炎と氷の両腕は切り離して自在に操ることが可能で、死角から変幻自在の攻撃を仕掛ける他、両肩から火炎弾と氷塊を放って攻撃する。烈火炎装によって氷部分を完全に溶かされ、止めを刺される。
21話では、短剣に封印された状態で再登場。誤解から復讐に燃える美理の父で銃マニアの警備員、神須川祐樹が自らを貫くことで再度その姿を現世に得る。しかし、娘の美理と陰我が異なるために不適合を起こし、神須川の意思を持ったまま姿だけ変貌する。苦痛の中で憑依された娘の苦しみと鋼牙の信念を初めて理解した神須川は、鋼牙に討たれることで解放された。
ハンプティ（#09）
夜の工事現場をうろついていた大型のホラー。出現ゲート、陰我、捕食する人間の嗜好は不明。腹から球型の炸裂弾を放つ他、身体を縮めて卵のようになり、飛行することもできる。
巨体を生かした怪力と牙狼剣すら弾き返す強靭な皮膚を持ち一度は牙狼を圧倒したが、試練を乗り越えた牙狼が新たに得た轟天と牙狼斬馬剣の前には敵わず一刀両断される。
- 原作・総監督の雨宮慶太は、ホラーのデザインを手がけた韮沢靖の没後のインタビューでハンプティが最も韮沢らしいホラーであったと述べている。

アスモディ（#10）
マペットの道化師の姿に扮し、赤い鼻で人間の醜い本性を暴きだしてお互いに殺し合わせた後、ジャグリングで死体をボール状にして捕食する。憑依した人間の自我は完全に消滅している模様。捕食する人間の特別な嗜好はなく、むしろ争う人間同士のやり取りと、食べる方法を楽しんでいた。
戦闘ではパントマイムの壁で零の剣を防いだ。本性は醜く巨大なピエロのホラーで、自在に伸びる腕や巨体、口からボールを吐いて攻撃する。弱点は大きな赤い鼻。最期は鋼牙に鼻を切り落とされ、花火のような血飛沫を上げながら四散していった。
ダンタリアン（#11）
ゲーム好きのホラー。
賭けに敗れた者たちの怨念が宿るコインをゲートに出現し、暴力を好まないと嘯く椚礼次郎という男に憑依しており、ペテン紛いのゲームを仕掛けて、負けた人間から魂を奪い取って残った肉体を喰らい、奪った魂をコレクションにしていた。特殊空間を作り出してアトラクションにできる他、大量のコインを飛び道具に使う。
カオルをゲームで負かして魂を奪い、助けに来た鋼牙にカオルの魂を賭けたゲームを仕掛ける。純粋にゲームを楽しみ、慇懃な態度で「力任せで戦うことは美学に反する」と嘯いていたが、鋼牙にゲームを全てクリアされるや否や本性を剥き出しにし、美学を捨てて実力行使に出た。
往生際も悪く、死んでもトラップを仕掛け、カオルの魂を復活させることを妨害し続けた。
ノウル（#12）
鋼牙が幼いころに出会ったホラー。
露店で手作りのおもちゃを売る優しげな男に憑依していた。素体ホラーに酷似しているが、体色が赤いのが特徴。かなりの小心者で親切心ではなく、大河に追い詰められるのを想定した策として鋼牙にカエルの人形をプレゼントして、人質に取るなど姑息な手段を取るが、大河に瞬殺される。
ブエル（#13）
乗り物に憑依し、体内に大量のホラーを乗せて移送するホラー。
鋼牙の乗った列車の車両に憑依しており、体内に侵入した鋼牙を乗客に化けたホラーと共に襲うが、ガロの力には敵わずあっという間に倒された。画面には13話ラストに崖から落ちつつ炎上している車両として登場しているが、名前と特性が明かされたのは小説版。
ガーゴイル（#15）
女神の彫刻をゲートとした鳥のようなホラー。自分に才能がないと言い、天才を妬み続ける彫刻家である倉町公平と取引し、神の手を授けると嘯き、彼の同意を得て憑依し、モデルを惨殺した後、捕食していた。ホラーとしての嗜好は発揮せず、倉町の邪心のままに行動した。人間体の時は高い跳躍力を持つ他、モデルにした人間の彫像を傷つけることでその人間を傷つけることもできる。変化後は高速で飛翔できる他、表皮は魔戒剣を弾く硬度を持つ。胸の中央にある核のような赤い器官が弱点。最期は嘴を斬られて、胸の弱点を貫かれた。自分を斬ったゼロの姿を「完璧な造型」と羨んだ。
- 韮沢靖によるデザインも用意されていたが、演出の都合により別のデザインとなった。

ハル（#17）
ザルバ曰く、「（捨てられていた）水槽をゲートに出現し、魚に憑依して、孤独な人間の心の隙につけこみ血を吸い尽くす」ホラー。
醜い人魚のような風貌をしている。人間には憑依せずに、まともな戦闘能力を持たない上に水中でしか基本的に活動できないため、人間嫌いなプログラマーである戸沼充を魅了し、獲物を集めさせていた。人間を無差別に襲う習性はなく、人間の身体や血を喰らう度に人間の体のパーツを形成して最終的には人間に擬態することができる。最後は、鋼牙に追い詰められて、首を斬られる。死に際に、鋼牙がカオルをホラー狩りの餌にしていることをカオルに暴き立てた。
小説『妖赤の罠』で再登場し、人間を喰らい続けて完全体になると陸上に上がれるようになり、その際にハルを世話してきた人間は喰われてしまうことと、水辺での戦闘を得意とすることが新たに判明する。
- ボディペイントは雨宮慶太が手がけた。

巨大素体ホラー（#19）
12振りの短剣に封じられた12体のホラーが解放され、融合した姿。
見た目は素体ホラーと変わらないがハンプティやアスモディ以上の巨体を持つ。ガロとゼロの二人がかりでも全く歯が立たないほど強大だが、突如現れたキバに瞬殺され、喰われてしまった。
ボナファルツ（#21）
神須川がバラゴに渡されたホラーの魂が宿る人間をホラーに変貌させる魔弾から博物館から持ち出されたボチャードに潜んでおり、最初に発射された魔弾を撃ち込まれて射殺された警備員・栩野の骸に魔弾を通じて憑依したホラー。
右腕に持った銃剣の他、頭部にも銃を備えている。自分と同様、魔弾を撃ち込まれた街の不良たちの骸に憑依した多数のホラーの部下を率いて鋼牙を追い詰めるが、鎧の力にはかなわず封印される。しかし、鋼牙を消耗させ神須川の狙撃の隙を作るという役割は果たした。
メシア（#24 - 25）
魔界の深淵にある真魔界に潜む全てのホラーの始祖である究極の存在。魔界の創造と終焉を司るもの。
見た目は菩薩のような神々しい女性の姿だが、体の大きさは数十メートルにも達する。1,000体のホラーを喰らった暗黒騎士を生贄にメシアのゲートに適合した女性の身体をゲートにすることによって、人間の世界に降臨することができる。常に魔界語で話す。氷のような吐息や背部から生えるキャノン砲が主な攻撃で、魔法陣から手を大量に放つ技が最大の攻撃である。さらにその足跡からは無数の素体ホラーが生まれる。
その圧倒的な力で鋼牙を追い詰めるが、最終的に翼人となった鋼牙の魔戒剣で眉間を貫かれ、大爆発する。
- デザインは菩薩をイメージしている。スーツの造型やCGに予算がなかったため、顔と腰にのみ特殊メイクを施し、それ以外の体表に描かれた魔導文字のボディペイントは雨宮慶太が直接描いている。

アラクニス
『牙狼-GARO the BIBLE-』に登場するホラー。ダンテ・アリギエーリの『神曲』に登場するアラクネーの彫像のような姿をしたアラクネ三姉妹の三女。
マスタンガス
『牙狼-GARO the BIBLE-』に登場するホラー。ケンタウリスのような姿をしている。「アヤメ部長」と呼ばれていた淫乱な女に憑依していた。
ガラ
『牙狼-GARO the BIBLE-』に登場するホラー。人間の成人女性と蛇が混ざったような姿をしている。

## 関連用語

### 魔戒騎士
人知れず闇を狩る戦士たちの総称。一子相伝でその家系にある男性にしかなることができず、鎧も基本はその家系ごとで継がれていくが、必ずしもその者がなれるわけではない。
彼らは番犬所と呼ばれる組織の管轄下において、昼間はゲートになるようなオブジェの陰我を浄化・封印、夜間はホラーとの戦いに明け暮れる。とはいえ、日中の活動をしっかり行っておけばホラーが出現することはなく、第1話で指令書が届いた時に鋼牙が「御無沙汰だな」と言ったのはこのため。魔戒騎士は通常でも圧倒的な戦闘能力を誇るが、魔戒剣で頭上に弧を描き、そこから人間界と繋がった魔界から鎧を召還し装着することでホラーを遥かに凌駕する力を行使できる（特殊な結界内などでは召還が不可能な場合もある）。併せて魔戒剣はさらに強力な武器へと変化し、鎧はホラーの軽微な攻撃なら浄化してしまう。魔界での装着時間は無制限だが、人間界での装着では魔界の力を宿す鎧の闇の力を魔戒騎士本人の魔導力で押さえる限界時間が99.9秒なため活動制限が存在する。それを過ぎても装着していると巨大な魔獣のような姿の「心滅獣身」を経て、鎧にその身も魂も喰われてしまう。また、強力なダメージを受けると強制的に解除されてしまう。ホラーは通常の人間の武器では倒せないため、魔戒剣などの武器も鎧もソウルメタルと呼ばれる、一般人にとっては超重量の特殊金属でできている。ソウルメタルは扱う者の心や感情に共鳴する性質を持ち、魔戒騎士は皆これを使いこなせるよう修練を積んでいる。第1期最終話におけるゴンザのように鞘に収まった状態で持ち主が心を許していれば持ち上げることができる場合もある。鎧に加工されたソウルメタルの場合、表面は常に超振動によって発熱しているため、人間などが直接触れると皮膚を焼かれる。
なお、魔戒剣は確かに強力な浄化の力を持つが、ホラーの血液で穢れるので、番犬所で定期的に清める必要がある。通常の魔戒剣では、ホラーは封印できないため、変化させる必要がある。また、魔戒剣の刀身には己の感情が映り込むため、鎧を付ける必要がある。魔戒騎士が存在しなかったころは、ホラーが嫌う物質である、ホラーの腕が噴火によるマグマと融合して凝固したホラーの爪という魔除の装飾品を身につけた戦士たちがホラーと戦っており、ホラーの爪を矢の先に括りつけ放ったところ、ホラーを四散させる効果を発揮したため、これを分析してソウルメタルがつくられたと言われている。魔戒騎士同士の決闘は禁じられており、破った場合、番犬所から制裁として寿命を削られる。なお、鎧が狼を象っているのは、その昔、ホラーに一匹で勇敢に立ち向かい、それを倒したという黄金の狼の言い伝えから来ている模様。
続編の『白夜の魔獣』外伝作品の『妖赤の罠』『暗黒騎士鎧伝』では鋼牙や零以外の魔戒騎士も多数登場しており、『MAKAISENKI』では一般魔戒騎士は統一されたデザインの金、銀、あるいは銅色の鎧を纏っているという様相であることが描かれた。2024年の作品『ハガネを継ぐ者』では、これらの鎧は「ハガネ」と総称されている。
黄金騎士牙狼（）
鋼牙が鎧を召還し現出する、黄金の魔戒騎士。
魔戒剣は鎧の召還とともに幅広・両刃で大型、束頭と刀身に紋様のついた牙狼剣に変化する。凄まじい斬撃の他に、剣圧を飛ばしたり魔導火を身に纏った烈火炎装という攻撃も使いこなす。炎の色は翠。手首の部分に刃状の突起が有りこれで切りつけたり相手の武器攻撃を受けることが出来る。鋼牙装着の場合、瞳の色は鮮やかな緑になるが、父・大河は赤だった。また、大河は右腕だけ鎧を部分的に召還し、魔戒剣を牙狼剣に変化させた。鎧召還の動作は、頭上に魔戒剣で弧を描いて鎧を召還する。99.9秒の活動制限時間を過ぎると理性を失い、黄金の巨獣（心滅獣身ガロ）へと変貌してしまう。最終回ではカオルの想いを受け、翼人ガロとなった。
なお、「ガロ」とは旧魔界語で希望という意味。
- 当初は、「鋼牙」という名前の銀色の狼のデザインだったが、雨宮が金色のキャラクターが好きだったため、金色になった。

翼人ガロ（）
最終回に登場した。鋼牙を想うカオルの描いた翼ある騎士の絵がガロに力を与えた特殊形態。背中に金色の翼を生やし、自在に宙を舞う。メシアの放つ光弾を弾き返し、通常のガロでは耐えきれない攻撃を突っ切るほどの力を発揮し、メシアによって鎧が強制解除された後でもその力は鋼牙自身に宿っており、背中に翼が生えていた。あくまでカオルの思いを受けて変化した一時的な形態であるため、その後自在にこの形態になれるわけではないという設定が「鋼の咆哮」に記されている。

銀牙騎士絶狼（）
零が鎧を召還し現出する、白銀の魔戒騎士。魔戒剣は形状も変化し切っ先に角度がついた二刀一対の短めの直剣・銀狼剣となる。零は通常逆手で二刀を操るが、ゼロでは順手持ちとなる。青い炎の烈火炎装も使いこなし魔導馬を召還できるなど、力・技量共に牙狼とほぼ互角。左手用の柄の底面にプラグがついており、右手用の柄の窪みに挿し込むことで二刀を一つに繋げた二双の刃を持つ大型の剣銀牙銀狼剣をブーメランのように投擲する他、銀狼剣に魔導火を貯え、空を斬ることで剣圧の軌跡を残し、時間差で炎を飛ばすなどのトリッキーな技も使いこなす。鎧召還の動作は、二振りの魔戒剣で二つの弧を描き、空間を切り裂き、鎧を召還する。

暗黒騎士呀（）
巨大ホラーに苦戦する鋼牙と零の前に突如現れた、黒色に金の装飾が施された“ホラー喰いの魔戒騎士”。
武器はホラーを喰う儀式に用いられる長柄の戦斧暗黒斬と牙狼剣に酷似した剣黒炎剣を使用し、赤紫の魔導火の烈火炎装も使いこなす。その正体は、大河の弟子であり有能な魔戒騎士であったバラゴ。家族を殺したホラーへの憎しみから過剰に力を求め、自ら心滅獣身化を経て、わざと鎧装着の制限時間を過ぎることでソウルメタルの性質を反転させ、「デスメタル」と呼ばれる特殊金属に変質させ闇に堕ちた。鎧を召還する時は魔戒剣ではなく、ソウルメタルでできた首飾りに魔力を込め、それを使って頭上に弧を描く。ガロとゼロが二人がかりで戦っても、まるで歯が立たないほどの圧倒的な力を持つ。バラゴが死亡し、メシアが倒れた後も鎧に怨念が集まり意志を持って復活して執拗に戦いを続けたが、鋼牙によって完全に消滅させられた。劇中では魔戒騎士時代のバラゴの鎧の姿は回想の僅かなシーンでしか確認できないが、PS2ゲーム版『黄金騎士牙狼』ではプレイヤキャラクターとして、またギャラリーモードでは静止画でキバに似た黒い鎧の、はっきりとした姿を確認できる。
『暗黒騎士鎧伝』では魔導馬雷剛を操る姿や、雷剛を召還せずに地面に黒炎剣を叩きつけ巨大な閻魔斬光剣へと変化させる様子や、トゲの付いたツル薔薇のようなもので全身を覆い防御する技の薔陣薇幹や、心滅獣身した姿（初期の特報では、はっきりとした姿で、本編ではデジタル絵巻の墨絵）を確認できる。

#### 技・装備類
烈火炎装
魔導火を全身に纏うことにより攻撃力・防御力を高める必殺奥義。気合を込めるような形で剣も含めた全身に魔導火を纏わせる場合が多いが、魔導火を剣のみに纏わせて剣圧を放ち、それを纏う場合もある。また、放れた相手に衝撃波を放ったり、魔導火を他の騎士に放って相手を烈火炎装状態にさせることも可能。全ての騎士が出来るわけではないため、真魔界に突入する際に、ガロがゼロに使用できるかと尋ねていた。
魔導馬
ホラーを100体封印・浄化した際に課せられる試練（真魔界へと続く、内なる魔界へ精神を転移し、自身が最も恐れる存在としての象徴と戦うというもの）をクリアし、英霊により初めて召還を許される馬型の魔戒獣（魔導具と同様に、動物の死骸に獣型のホラーを封印したもの）の一種で、「魔界より生まれし力」と称される。その蹄音（地獄の轟音）の分だけ貯えられたパワーは魔戒騎士の武器を変化させ、通常をはるかに上回る力を発揮する。また、時空を操り、現世界（人間界）と魔界を自在に行き来する能力も有する。現役の魔戒騎士で魔戒獣を召還可能なのは、鋼牙と零、翼。
轟天（）
牙狼の召還によって現れる魔導馬。金色の身体に真紅の鬣を持つ（誕生当初、身体は金色ではなく鋼色だった）。蹄音の力によって牙狼剣は巨大な牙狼斬馬剣に変化し、装甲の硬いホラーでも一太刀で斬り倒すことが可能となる。また、『白夜の魔獣』ではさらに渾身の力を加えることにより、牙狼斬馬剣よりもさらに巨大で強力な大牙狼斬馬剣に変化させている。
- デザイン画では「天空馬」という名称だった。

銀牙（）
絶狼の召還によって現れる魔導馬。轟天とほぼ同じ能力を持つが、鬣や背中の襷のような帯がなく、銀色の身体に頭部にユニコーンのようなに剣状の角を持ち、刺突攻撃を得意とする。烈火炎装のように胴体に炎の翼を生やすことも可能で、突進する。

心滅獣身
魔戒騎士が制限時間を迎える前に鎧を解除しないと、腰の紋章が上下反転して鎧が巨大化し、獣のような姿に変化する。この形態を、心滅獣身と呼ぶ。戦闘能力は通常の状態よりはるかに高くなるが、すぐに鎧を強制解除しなければ身も魂も鎧に喰われて心が闇に取り込まれて魔界の力を持つ鎧を精神的に制御不可能となったことで暴走状態に移行し、二度と人間の姿に戻れなくなってしまう。その際、鎧の強制解除は第三者が腰の紋章を強く突くことで行う。例外的に暗黒騎士へ“堕ちる”場合は、この状態を維持したまま魂を暗黒に委ねて喰われるがままにした後、鎧の力に打ち勝つことによって自力で鎧の強制解除を行う。

### 魔戒法師
魔導力による法術を駆使し、魔戒騎士を補助する錬金術師的な存在。かつては魔戒法師がホラーとの戦闘や封印などを担当していたが、それだけでは限界があり、肉体を鍛えて戦闘に特化した魔戒騎士が生まれるに至った。現在では魔戒剣・魔導具などの製作といった裏方に徹している者が多いとはいえ、決して戦闘能力が低いわけでも格下の存在であるわけでもない。そのため、一部の魔戒法師は魔戒騎士に対して対抗意識を抱いている。『MAKAISENKI』では「赤い仮面の男」の暗躍により多くの魔戒法師が離反したが、赤い仮面の男が倒されたことで再び魔戒騎士に協力するようになった。
- 設定は、女性の魔戒騎士を出してほしいというプロデューサーからの要望に対し、監督の雨宮慶太が苦肉の策として鎧を纏わずに戦うキャラクターとして創作された[3][29]。

魔導八卦札
魔戒法師が使う8種類の札。魔導文字の力が封じ込められている。界符ともいい、ホラーの封印などのさまざまな用途がある。例外的に、ガロの称号を持つ魔戒騎士はこの術を行使できるとされている。
魔導筆
無地の札や空間に魔導文字を描くことで、法術を発動できる魔導具。
魔導旗
邪美が使用する各々に「邪」と「美」が描かれた二振りの赤い旗。剣のような殺傷力はないが、威嚇や間合いを取るために振るっている。魔導札と同様に、相手の攻撃を弾いたり、目くらましとして使用する。
月光陣
月光の力を借り、魔界へのゲートを開く術。

### その他の関連用語
神官
人間界と魔界を繋ぐ巫女のような存在。
番犬所（）
魔戒騎士を束ねる組織の名称で、一般人には行けない異空間にある。各国に拠点があり、魔戒騎士の派遣を行っている。東西南北に4か所の管轄があり鋼牙は東（『白夜の魔獣』では北）、零は西（『白夜の魔獣』以降は東）の所属。指令書の交付、剣の浄化、魔導具の支給・修繕や、ホラーの出現・情報などを魔戒騎士に伝えるなど騎士を統括しつつサポートする他、掟に反した者への制裁も行う。
指令書
番犬所から魔戒騎士に送られてくる手紙。突如として目の前に現れず、物理的なものとして存在する。魔導火の炎に焼かれると手紙の念が空中に魔導文字となって浮かび上がり、指令を伝える。出現したホラーの情報が記されているが、抽象的な表現が多く、解読には熟練の技と経験が必要。通常の赤の指令書は、滅多に無いが拒否することも可能。ただし黒の指令書は拒否が許されない指令が下される場合に使用される。
魔導火
魔界の火であり、魔戒騎士の携行するライター状の魔導具に貯えられている。太古の昔独自の知識と道具で種火から火柱まで作り出して不気味な容姿から人々に敬遠され、「魔戒法師のルーツになった1人」と言われる「炎人（）」と呼ばれる男がホラーに苦戦する魔戒騎士の鎧を掌から発した炎で照らし、全身を鉛色から金色へと見せることでソウルメタルに変化が起きて飛躍的に能力が高まり勝利へと導いた。これが後の「烈火炎装となった」と言われている。ザルバも口から発することができる。
- 指令書の解読
- ホラー探知（ホラーに憑依された人間の瞳に照らすと魔導文字が浮かび上がる）
- 烈火炎装のための触媒
- 傷の治療（魔導筆を扱えない騎士は「リヴァートラの刻」という薬と併せて使用する）

などの用途があるが、魔戒騎士の修行を受けた人間しか扱うことはできず常人が扱おうとすれば瞬時に焼き尽くされる。なお、充填は番犬所の燭台に絶えず灯っている魔導火の種火となる地獄の業火を使用する。
破邪の剣
過去に何人もの魔戒騎士の命を奪ったとされる伝説の邪剣。魔戒騎士でしか扱えず、普通の人間だと掠り傷を受けただけでも数分で死に至る。
零がこれを持っており、鋼牙や倉町公平に対して使用した。
冴島家の宝剣
代々、冴島家が試練に立ち向かう際に使用していた剣で、鋼牙が内なる魔界の黄金騎士に挑む際にゴンザが託した。ソウルメタルではなく、鉄で出来ているため、戦闘には不向きな重量だが、試練に打ち勝った際にその真意を悟った。
500年に1度の大災厄
真魔界に出現した恐るべき魔力を秘めた巨大な傘のような形状のオブジェ・エレメントをゲートに、1千体ものホラーが生み出された。このオブジェを破壊するしか窮地を脱する手立てはなく、東の番犬所の三神官の策略によって魔導馬を召還できる牙狼と絶狼が互いの魔導具を交換し、共闘することとなった。
陰我消滅の晩
20年に1晩だけ、ホラーが出現しない夜のこと。魔戒騎士にとっては唯一の安息の時間と呼べる。
バルチャス
チェスによく似た魔界のゲームの一種。ルールは以下の通り。
1. 自陣の駒を敵陣の駒に重ね、立てる。
2. 次に双方気を込めて動かし、思念による戦闘（イメージファイト）を行う。
3. 負けたほうの駒は破壊される。
4. 1 - 3を繰り返し、敵陣の駒を全て破壊し尽した方が勝ち。

魔界には「バルチャスを制する者こそ最強の魔戒騎士の資質あり」という格言が伝わっている。大河と阿門法師は10年分の互いの寿命を賭けて20年前の「陰我消滅の晩」から勝負していたが、決着がつかず持ち越しとなっていた（実際は阿門が敗北を認めようとしたが、大河が無理に勝負を打ち切り、阿門は20年かけて次の一手を案じ続けていた）。
紅蓮の森
ホラーを生み出す原因となる“陰我”に満ちた森。昼夜問わずホラーが出現する非常に危険な場所であり、鎧の召還すら不可能。本来は魔戒法師しか入れないが、門番であるタム婆が認めたならば魔戒騎士でも入れる。
タム婆
紅蓮の森の番人。森に入るには説得させて入口である股下をくぐらなければいけない。阿門法師とは旧知の仲であり、本人曰く「よく酒を飲んだ仲」らしい。最初は鋼牙を森に入れることを拒んでいたが、彼の決意と阿門法師の死を知って森に入れることを許可し、魔戒剣を牙狼剣に変化させた。

ヴァランカスの実
紅蓮の森にしかならない特別な実。グラウ竜によって生み出され、守られている。グラウ竜が倒したホラーの恐怖心が凝り固まって出来上がったものであり、実を掏り潰した液体を飲ませればホラーの返り血を浴びた人間を浄化できる。
グラウ竜
紅蓮の森の奥深くにて森中を徘徊するホラーを狩るためだけに作られた自律兵器。誰が誕生させたかは不明。機械仕掛けの竜で下部より虫の節足のような脚部が生えた四角い柱のようなボディ、そして長い首に繋がれた龍の頭部を持ち、体内にヴァランカスの実を宿している。人語を話すが、人のような感情は持ち合わせていない。そのボディから展開するブレードの付いた金属製の触手、ホラーを一撃で倒せる光弾など牙狼と轟天をも上回る戦闘能力を有する。ヴァランカスの実を求める鋼牙の挑戦を受けて鎧を召還させ、多彩な武器で追い詰めるが、零の支援で窮地を脱した鋼牙に討伐され、絆を含む彼の力を認めてヴァランカスの実を授けた。シルヴァ曰く「元々命がなく、倒されても魔界の力で何度でも復活する」とのこと。実際に続編の『MAKAISENKI』で鋼牙が紅蓮の森に転送された時には、遠くで歩く姿が確認されていた。なお、アニメ版第2作目『紅蓮ノ月』第7話では蘆屋道満が使役する形で登場している。

『黒い炎と黄金の風』
カオルの亡父・由児が書いた絵本。内容と主人公の容姿から牙狼をモデルにしていることがうかがえ、ザルバはカオルの父がかつて鋼牙の父・大河に命を救われたことがあるらしいと推察している。終盤の部分が描かれておらず白紙となっていたため、出版されていない。複数あった在庫は、孤児院の子供たちの落書きでそれぞれの結末が描かれており、カオルは「結末は人それぞれの心にある」という父の意思に気づく。最終話で、カオルの所持する1冊は彼女の手により結末が描き加えられ、鋼牙に贈られた。結末を見た鋼牙は感極まって涙を流すが、その内容は演出上伏せられていた（撮影に使用されたプロップには、鋼牙を演じる小西へスタッフ一同からのメッセージが描かれていた）。
第2期第22話で絵本の最後のページが若干登場する。そこには黄金騎士が描かれているが、どのような情景かは不明。
大魔導陣
メシア召喚の際にバラゴが用意した。儀式の際には、縮小されて台座に載っており、中央の部分が魔界へと通じている。メシア降臨時に元の大きさに戻るはずだったが、キバの出現によって放出されたエネルギーの影響で元に戻る。
ポートシティ
今作の舞台であり、鋼牙やカオル達が暮らす街。

## スタッフ
- 製作・著作 - ProjectGARO
- 原作・総監督 - 雨宮慶太
- エグゼクティブプロデューサー - 二宮清隆、久保聡、白石誠
- プロデューサー - 服部洋之、石田幸一、中川順平
- シリーズ構成・脚本 - 梶研吾
- 脚本 - 小林雄次、林壮太郎、雨宮慶太、田口恵
- 設定 - 田口恵
- アクション監督 - 横山誠（AAC STUNTS）、小池達朗（#12）
- VFX - オムニバスジャパン
- VFXスーパーバイザー - 小坂一順（オムニバスジャパン）
- 特殊造型監修 - 竹谷隆之、泉勝洋
- クリーチャーデザイン - 韮沢靖
- 音楽 - BUDDY ZOO（太田浩一、木下伸司）、栗山善親、澤野弘之
- 監督 - 雨宮慶太、横山誠、梶研吾、金田龍
- 制作 - 東北新社クリエイツ、ディープサイド、オムニバスジャパン

## 主題歌
オープニングテーマ
「THEME OF GARO」（第1話 - 第13話）
MUSIC - TRY FORCE、JAM Project
戦闘シーンのBGMとしても何度か使われている。
「牙狼〜SAVIOR IN THE DARK〜」
作詞・作曲 - 影山ヒロノブ/編曲 - 須藤賢一/歌 - JAM Project
第14話 - 第23話は歌詞1番を、第24話は歌詞2番を使用している。第1話の時点で完成していたのだが、横山誠の「子供向けのイメージになってしまう」という意見により当初は使われず、第9話と第13話での挿入歌としての使用を経て、第14話からようやく主題歌として使われることになった。ただし、横山も2016年現在は本曲がシリーズを代表する歌になったことを認めている。なお、アレンジ曲は第1話から使われているほか、「THEME OF GARO」とはメロディやアレンジが一部共通している。

エンディングテーマ
「牙狼（GARO）〜僕が愛を伝えてゆく〜」（第1話 - 第13話、第22話）
作詞・作曲 - 京本政樹/編曲 - 山本はるきち/歌 - 京本政樹、GARO Project（第22話）
「僕はまだ恋をしてはいけない」（第14話 - 第21話、第23話・第24話）
作詞、作曲 - 京本政樹/編曲 - 山本はるきち/歌 - 京本政樹、GARO Project（第23話・第24話）
GARO Project名義のバージョンでは鋼牙役の小西大樹、カオル役の肘井美佳、零役の藤田玲らがレコーディングに参加しており、DVDの特典映像にはその様子と併せて本編の映像を交えたプロモーションビデオが収録されている。

## 放映リスト
※放送日はキー局であるテレビ東京のもの
| 放送日         | 放送日        | 話数       | サブタイトル | 登場ホラー          | 脚本                     | 監督     |
| 本放送         | HDリマスター  | 話数       | サブタイトル | 登場ホラー          | 脚本                     | 監督     |
| -------------- | ------------- | ---------- | ------------ | ------------------- | ------------------------ | -------- |
| 2005年 10月7日 | 2016年 7月8日 | 第一話     | 絵本         | アングレイ          | 梶研吾 小林雄次          | 雨宮慶太 |
| 10月14日       | 7月15日       | 第二話     | 陰我         | イシュターブ        | 梶研吾 小林雄次          | 雨宮慶太 |
| 10月21日       | 7月22日       | 第三話     | 時計         | モラックス          | 梶研吾 小林雄次          | 横山誠   |
| 10月28日       | [ 注釈 24 ]   | 第四話     | 晩餐         | パズズ              | 梶研吾 小林雄次          | 横山誠   |
| 11月4日        | 7月29日       | 第五話     | 月光         | ルナーケン          | 梶研吾 小林雄次          | 梶研吾   |
| 11月11日       | 8月5日        | 第六話     | 美貌         | ウトック            | 梶研吾 林壮太郎          | 梶研吾   |
| 11月18日       | 8月19日       | 第七話     | 銀牙         | -                   | 梶研吾 雨宮慶太          | 雨宮慶太 |
| 11月25日       | 8月26日       | 第八話     | 指輪         | モロク              | 梶研吾 小林雄次          | 金田龍   |
| 12月2日        | 9月2日        | 第九話     | 試練         | ハンプティ          | 梶研吾 小林雄次 雨宮慶太 | 雨宮慶太 |
| 12月9日        | 9月9日        | 第十話     | 人形         | アスモディ          | 小林雄次 梶研吾          | 金田龍   |
| 12月16日       | 9月16日       | 第十一話   | 遊戯         | ダンタリアン        | 林壮太郎 梶研吾          | 雨宮慶太 |
| 12月23日       | 9月23日       | 第十二話   | 大河         | ノウル              | 梶研吾 雨宮慶太          | 雨宮慶太 |
| 2006年 1月6日  | 9月30日       | 第十三話   | 約束         | ブエル              | 田口恵                   | 雨宮慶太 |
| 1月13日        | 10月7日       | 第十四話   | 悪夢         | -                   | 小林雄次 梶研吾          | 雨宮慶太 |
| 1月20日        | 10月14日      | 第十五話   | 偶像         | ガーゴイル          | 小林雄次 梶研吾          | 金田龍   |
| 1月27日        | 10月21日      | 第十六話   | 赤酒         | -                   | 小林雄次 雨宮慶太        | 金田龍   |
| 2月3日         | 10月28日      | 第十七話   | 水槽         | ハル                | 小林雄次 梶研吾          | 金田龍   |
| 2月10日        | 11月4日       | 第十八話   | 界符         | -                   | 小林雄次 林壮太郎 梶研吾 | 雨宮慶太 |
| 2月17日        | 11月11日      | 第十九話   | 黒炎         | 12体融合巨大ホラー  | 小林雄次 林壮太郎 梶研吾 | 雨宮慶太 |
| 2月24日        | 11月18日      | 第二十話   | 生命         | -                   | 小林雄次 林壮太郎 梶研吾 | 雨宮慶太 |
| 3月3日         | 11月25日      | 第二十一話 | 魔弾         | ボナファルツ モロク | 小林雄次                 | 横山誠   |
| 3月10日        | 12月2日       | 第二十二話 | 刻印         | -                   | 小林雄次                 | 横山誠   |
| 3月17日        | 12月9日       | 第二十三話 | 心滅         | -                   | 小林雄次 雨宮慶太        | 横山誠   |
| 3月24日        | 12月16日      | 第二十四話 | 少女         | メシア              | 小林雄次 梶研吾 雨宮慶太 | 雨宮慶太 |
| 3月31日        | 12月23日      | 第二十五話 | 英霊         | メシア              | 小林雄次 雨宮慶太        | 雨宮慶太 |

## キャスト

### レギュラー・準レギュラー
- 冴島鋼牙 - 小西大樹
- 御月カオル - 肘井美佳
- 涼邑零 - 藤田玲
- 龍崎駈音 - 京本政樹（特別・友情出演）
- 倉橋ゴンザ - 螢雪次朗
- ケイル、少女 - 渡辺けあき
- 三神官ベル - 岡本杏理
- ローズ - 柏幸奈
- コダマ - マーク武蔵
- 冴島鋼牙（幼少時） - 澤畠流星
- カオル（4歳） - 甲地夏波

### 声の出演
- 魔導輪ザルバ - 影山ヒロノブ
- 魔導具シルヴァ - 折笠愛
- ケイル - 井上富美子
- 三神官ベル - 川名真知子
- ローズ - 佐藤朱
- オープニングヴォイス - ウォード・セクストン
- モラックス、アスモディ、ダンタリアン、ガーゴイル - 濱野雅嗣
- 謎の黄金騎士 - 半田雅和（9）

### スーツアクター
- 黄金騎士ガロ - 大西雅樹[48]
- 銀牙騎士ゼロ - マーク武蔵[49]
- 暗黒騎士キバ - 前田浩[50]
- 魔獣装甲コダマ - 秋山智彦[51]
- 獣化ガルム - 八代峯奈[52]
- モロク - 富田稔[53]
- ハンプティ - 荒川真[54]
- ボナファルツ - 吉田瑞穂[55]
- ホラー、ダンタリアン、素体ホラー、邪美（吹き替え） - 大橋明[48][49][56][57]

### ゲスト
- 月本真由 - 小島ミカ (1)
- 絵画の女 - 北川絵美 (1)
- 赤い騎士A - 大橋明（1）
- 赤い騎士B - 野口彰宏（1）
- 谷山太輔 - 峰岸徹 (1)
- 九条あずさ - 藤井かほり (2)
- 篠原亜佐美 - 福井未菜 (2,4,8,10)
- 加藤浩一 - 徳井優 (2,4)
- 田町連二 - 森岡豊 (2)
- 目黒幸子 - 岡村亜紀 (2)
- パン屋の店長 - 佐藤伸之 (2)
- 平澤 - うな加藤（プリンプリン）(3)
- 寺島 - 田中章（プリンプリン）(3)
- オバさん - 高嶺ふぶき (3)
- 綾乃 - 小松愛 (3)
- 由紀子 - 渡辺蘭 (3)
- 沙紀 - 福留佑子 (3)
- 千佳 - 大住真梨子 (3)
- 立神亮一 - 加勢大周 (4)
- 相良昭典 - 山本大介 (4)
- 相良友里 - 伊藤留奈 (4)
- 相良健太 - 井家良輔 (4)
- 看護師A - 北嶋佐和子 (4)
- 看護師B - 熊田弥生 (4)
- 患者 - 飛永大輔 (4)
- 森野仁 - 涼平 (5)
- 羽根沢慎一 - 藤重政孝 (5)
- 水野みやび - 岡本奈月 (5)
- ルナーケン - 北川絵美 (5)
- 氷見川琴美 - 及川奈央（コトミ）、上原由恵 (6)
- 公園の若者 - 鄭龍進(6)
- 霧島 - 島津健太郎 (6)
- 岸谷 - 辺見務 (6)
- 村木 - 七枝実 (6)
- 美佳 - 三田あき子 (6)
- 瞳 - 浜田桃子 (6)
- 神須川美理 - エリカ (8,21)
- 美理の恋人 - 弓削智久 (8)
- 西原幹夫 - 斎藤工 (8)
- 鴇崎譲 - 田中卓郎 (8)
- 福島宗太 - 安保磨 (8)
- TVアナウンサー - 白石タダシ (8)
- TV女子アナウンサー - 吉居亜希子 (8)
- 御月由児 - 村井克行 (9,25)
- 御月かりん - 小林麻子 (9,25)
- 謎の黄金騎士（声） - 半田雅和 (9)
- 八木修 - 土屋良太 (9)
- 園児たち - 田口薫、宇部冴太郎、木下空 (9)
- 道化師 - 中村有志 (10)
- 遊園地の上司 - 木下ほうか (10)
- 梨本由梨絵 - 杉本夕子 (10,15)
- 洋平 - 亀蔦健一（10）
- 麻耶 - 片山けい（10）
- 男 - 木村公一、迫田孝也（10）
- 女 - 安間里恵、林田麻里（10）
- 社員 - 児玉貴志（10）
- 重役 - 大槻修治（10）
- 若者達 - 富田稔、砂押裕美、熊田弥生、永島さゆり、大西雅樹（10）
- 椚礼次郎 - 川平慈英 (11)
- 里美 - 作間ゆい (11)
- おもちゃおじさん - ぜんじろう (12)
- 冴島大河 - 渡辺裕之 (12,16)
- 亡霊 - 小林裕子（12）
- 道寺 - 品川徹 (14)
- 静香 - 有紗 (14,24)
- 道寺の妻（写真） - 目黒幸子 (14)
- 倉町公平 - 板尾創路 (15)
- 楓 - 北川絵美 (15)
- 真紀 - 金澤あかね (15)
- 阿門 - 麿赤児 (16,18)
- 邪美 - 佐藤康恵 (16,18,19)
- 戸沼充  - 笠原紳司 (17)
- さやか / ハル  - miko (17)
- 香澄 - 石村実伽 (17)
- タム婆  - 根岸季衣 (20)
- グラウ龍（声） - 半田雅和 (20)
- 神須川祐樹 - 森本レオ (21)
- 警備員・栩野 - 栩野幸知 (21)
- 人間態ホラー  秋山智彦、荒川真、大西雅樹、佐々木俊宜、吉田瑞穂、大橋明（21）
- 西の番犬所の神官 - 石川伸一郎 (23)
- バラゴ -  小林健一  (22,23,24)
- ガルム - 吉野公佳 (23,24,25)
- メシア - 西野翔 (24,25)

## 放送局
- テレビ東京系列
  - テレビ東京・テレビ大阪・テレビ愛知・テレビせとうち・テレビ北海道・TVQ九州放送
- テレビ東京系列外
  - 岐阜テレビ・びわ湖放送・奈良テレビ・岩手めんこいテレビ・テレビ金沢・福井テレビ・チューリップテレビ
- ファミリー劇場
  - 2008年9月1日より月曜19:30 - 20:00ほかに再放送した（これ以前にも何度も放送）。

## 映像ソフト化
2006年、DVD全7巻がバンダイビジュアル（現・バンダイナムコフィルムワークスの映像レーベル）から発売。各巻に映像特典を収録。
2010年10月27日、全話収録のDVD-BOXがバンダイジュアルの廉価版レーベル「EMOTION the Best」から発売。映像特典は収録されていない。
2016年12月22日、HDリマスター版全話収録のBlu-ray BOXがバンダイビジュアルより発売された。単巻DVDの映像特典を再録しているほか、『HDリマスター版』のオーディオコメンタリー、『白夜の魔獣』長尺版、『CR牙狼XX』スペシャル映像も収録されている。

## 続編など
公開順に記載する。
『GARO外伝 笑顔』
『牙狼』DVD第7巻に収録されている未放送話。カオルが主人公の番外編で彼女が鋼牙と一緒にいたときに見た夢の中での出来事とされており、舞台劇のような形式でストーリーが展開する。三神官役の少女が普通の小学生の格好をして出てきたり、本編では終始無口だったコダマ役のマーク武蔵が喋ったりする他、ザルバとシルヴァが人間の姿で登場し声を担当している影山ヒロノブと折笠愛が顔出し出演するなど、コメディ要素を交えながらカオルの内面を描いた内容となっている。
『牙狼〈GARO〉スペシャル 白夜の魔獣』（前編：2006年12月15日・後編：2006年12月22日）
監督の雨宮慶太が2006年4月末に「新作を作る」とイベントステージで発表したテレビスペシャル版で『牙狼』の後日談。撮影は同年7月上旬より福島県で開始されファミリー劇場にて前編が12月15日、後編が12月22日に放送された。
『牙狼〈GARO〉 〜RED REQUIEM〜』（2010年10月30日公開）
劇場版第1弾。2009年7月に映像最新作公開を発表し、2010年10月30日に全編3D映画として公開された。
『呀〈KIBA〉 〜暗黒騎士鎧伝〜』（2011年9月7日DVD/BD発売）
スピンオフ作品。2011年5月にテレビシリーズ第2弾製作の報と同時に発表された。呀が魔戒騎士バラゴであったころに遭遇した事件をきっかけとして魔に堕ちる経緯を描いた物語。
『牙狼〈GARO〉 〜MAKAISENKI〜』
テレビシリーズ第2弾。2011年10月6日から2012年3月29日まで、テレビ東京ほか系列局などで放送された。全24話+総集編1話。
『牙狼〈GARO〉 〜蒼哭ノ魔竜〜』（2013年2月23日公開）
劇場版第2弾。2012年3月に東京国際アニメフェア2012のイベントステージで製作を発表し、2013年2月23日に公開された。異世界を舞台とし従来よりもファンタジー色が強い作品。鋼牙の物語は本作品をもって一区切りを迎えた。
『牙狼〈GARO〉 〜闇を照らす者〜』
テレビシリーズ第3弾。2013年4月より同年9月までテレビ東京ほか系列局などで放送。世界観・登場人物・舞台が一新され主役が放浪の魔戒騎士である道外流牙に変わった。スタッフも雨宮が原作担当のみとなり、総監督は歴代『牙狼』でアクション監督などを担当した横山誠が担当。
『牙狼外伝 桃幻の笛』（2013年7月20日公開）
スピンオフ映画。女魔戒法師の邪美と烈花が主人公。時系列的には『MAKAISENKI』後。
『絶狼〈ZERO〉 -BLACK BLOOD-』
零を主人公とした新シリーズ。全6話。2014年3月8日に白ノ章、同年3月22日に黒ノ章を劇場公開。
『牙狼〈GARO〉-魔戒ノ花-』
テレビシリーズ第4作。2014年4月より同年9月まで放送された。主人公は鋼牙の息子である冴島雷牙。
『牙狼〈GARO〉-炎の刻印-』
シリーズ初となるテレビアニメ作品。中世ヨーロッパを舞台としており、2014年10月から2015年3月までの2クール放送。監督は林祐一郎、シリーズ構成・脚本は小林靖子。ファミリー劇場ではFLASHアニメーションの「ゆるがろ」も放送された他、ラジオ『魔戒通信』やスペシャルドラマCDなどもリリースされた。
『牙狼-GARO the BIBLE-』
『牙狼』初の漫画オリジナル作品。鋼牙の父であり雷牙の祖父である大河の活躍が描かれている。
掲載誌『コミックガム』が2015年6月で一時休刊した際に本作品も連載休止した。その後『ガム』はweb媒体のコミックサイトとして再開したが、本作品は再開未定状態が続いている。単行本化もされていない。
『牙狼〈GARO〉-GOLD STORM- 翔』（劇場版）
道外流牙を主人公とした『闇を照らす者』の続編。2015年3月28日公開。
『牙狼〈GARO〉 -GOLD STORM- 翔』（テレビシリーズ版）
劇場版『GOLD STORM 翔』の続編。2015年4月より同年9月まで放送。
『牙狼 -紅蓮ノ月-』
平安の世を舞台にしたテレビアニメ第2弾。『炎の刻印』と同様に2015年10月から連続2クールで放送。監督を若林厚史が担当するほか、メインキャラクターデザインに漫画『ZETMAN』の作者でアニメ『TIGER & BUNNY』のキャラクター原案を手がけた漫画家・桂正和が起用されている。『炎の刻印』と同じく、ファミリー劇場で「ゆるがろ」が放送された。
『媚空 -ビクウ-』
『牙狼』シリーズ10周年記念として製作された映像作品第1弾。『魔戒ノ花』に登場する媚空が主人公のスピンオフ映画。2015年11月14日公開。
『牙狼〈GARO〉 -魔戒烈伝-』
10周年記念映像作品第2弾として2016年4月から同年6月まで放送。歴代実写シリーズ作品に登場した様々な人物の知られざる物語をオムニバス形式で描く。
『牙狼〈GARO〉-DIVINE FLAME-』
シリーズ初のアニメ映画。『炎の刻印』から4年後を描いた続編で愛をテーマにしている。2016年5月21日より公開開始。
『牙狼〈GARO〉 -阿修羅-』
10周年記念スペシャル作品として2016年7月1日に放送。新日本プロレスに所属するプロレスラー棚橋弘至と真壁刀義が出演。
『絶狼〈ZERO〉 -DRAGON BLOOD-』
2017年放送。『絶狼〈ZERO〉』シリーズの2作目。北九州市で撮影。
『牙狼〈GARO〉 -VANISHING LINE-』
近未来都市を舞台にしたテレビアニメ第3弾。『炎の刻印』『紅蓮ノ月』と同様に2017年10月から連続2クールで放送。制作発表時にはGAROシリーズであることが伏せられていたが、放送開始約1か月前にシリーズ作品の1つであることが正式に発表された。また、作中でこれまでのアニメ版は全て同一の世界であることが明かされた。
『牙狼〈GARO〉神ノ牙-KAMINOKIBA-』
2018年公開の映画。流牙を主役に据えた一連のシリーズの集大成として製作。『闇を照らす者』で共に戦った2人の魔戒騎士、テレビシリーズ版『GOLD STORM 翔』で最凶の敵として立ちはだかったホラー・ジンガが登場する。
『薄墨桜 -GARO-』
『牙狼』アニメ映画の第2弾。『紅蓮ノ月』の続編となる物語で、テーマは「哀しくも美しい復讐劇」。2018年10月6日より公開開始。入場者特典では、『VANISHING LINE』放送中に明かされたアニメ作の空間が同一であることを活かした「クロスオーバーCD」が週替わりで計3種類配布された。2019年発売のDVD・ブルーレイの特典に4種類目が封入されている。
『神ノ牙-JINGA-』
2018年10月放送。ジンガが魔戒騎士・御影神牙として転生した物語を描く。
『牙狼〈GARO〉-月虹ノ旅人-』
2019年10月4日公開。雷牙を主人公にした映画かつ冴島家シリーズの集大成的作品。
『GARO -VERSUS ROAD-』
2020年4月から6月まで放送。15周年記念作品。当初これまでの実写シリーズとは異なりVRやデスゲームを題材にした現代的な作風で描かれたが、後に従来のGAROシリーズ設定を反映したバトルドラマ展開となった。
『牙狼＜GARO＞ ハガネを継ぐ者』
2024年1月から3月まで放送。映画『神ノ牙』以来6年ぶりとなる、道外流牙が主役となるテレビシリーズ。一般の魔戒騎士が纏う鎧「ハガネ」と同じ名の戦士と流牙が出会うことで始まる物語。
『牙狼＜GARO＞TAIGA』
2025年10月17日公開予定。若かりしころの大河が主役となる映画。

## 関連商品

### CD
「僕が愛を伝えてゆく」
2005年11月23日にトライスクルから発売された、京本政樹のアルバム。前期エンディングテーマ「牙娘 <GARO>～僕が愛を伝えてゆく～」を収録している。
「牙狼～SAVIOR IN THE DARK～」
2006年1月25日にランティスから発売された、JAM Projectのシングル。表題曲となる後期オープニングテーマと、イメージソングの「Fencer of GOLD」を収録。
「僕はまだ恋をしてはいけない」
2006年2月8日にトライスクルから発売された、京本政樹のマキシシングル。前期と後期のエンディングテーマを収録している。
「牙狼 音楽集」
2006年4月26日にランティスから発売されたサウンドトラック。劇中のBGM、オープニングとエンディングのTVサイズ、SEを収録。
「牙狼(GARO)～僕が愛を伝えてゆく～」
2006年7月26日にトライスクルから発売されたGARO Projectのシングル。22話～24話のエンディングテーマ2曲を収録している。
「牙狼＜GARO＞黄金歌集　牙狼魂」
2013年9月25日にランティスから発売された、牙狼シリーズのベストアルバム。他の作品の主題歌とともに、JAM Projectが担当したオープニングテーマ2曲と、イメージソングが収録されている。

### 小説
公式外伝『魔戒騎士列伝 鋼の咆哮』ホビージャパン、2007年3月31日発行、ISBN 978-4894255326
ホビージャパン誌上にて2006年8月号から2007年2月号にかけて連載。
小林雄次『牙狼〈GARO〉 暗黒魔戒騎士篇』朝日ソノラマ、2006年10月26日発行、ISBN 978-4257010906
『鋼の咆哮』を出版したホビージャパンから、後に書下ろしエピソード「盟友」を加えた新装版が2010年10月30日に再版された。ISBN 978-4798601359
2016年には文庫版（ISBN 978-4798612942）が発売された。
小林雄次『牙狼〈GARO〉 妖赤の罠』宇宙船連載、2010年11月27日発行。
『白夜の魔獣』の公式サイトのブログにて「『牙狼』はまだ展開する」というコメントがなされており、2008年4月より連載された。
2016年には文庫版（ISBN 978-4798612959）が発売された。

### ゲーム
『黄金騎士牙狼』
3Dアクション。2006年4月20日にPlayStation 2で発売。
なお、『VERSUS ROAD』ではアーケードゲームとして登場する。
『牙狼<GARO>～魔戒の絆～』
ソーシャルゲーム。マジー企画から、GREEとMobageで提供開始。基本プレイ無料のアイテム課金制。2012年10月からは、『牙狼＜GARO＞真 魔戒の絆』として、運営されていた。
『牙狼〈GARO〉-魔戒の迷宮-』
スマートフォン用ゲーム。ジャンルはピンボールバトルアクション。2016年5月27日配信開始。2018年4月26日にサービス終了した。

### フィギュア
イクイップ&プロップシリーズ
本作品にも参加している造形作家、竹谷隆之が造形監修を行ったアクションフィギュアシリーズ。S.I.C.のような情報量の多い魔戒騎士と変身前（頭は俳優の顔を3Dスキャンしている）を差し替え（イクイップ）により本編中のイメージを再現している。また、本作品に出ている「小道具」（プロップ）を模したオブジェが付いている。
- VOL.1 ガロ<鋼牙>&魔導輪ザルバ
  - 2006年1月発売。コートが無い冴島鋼牙へ換装可能。魔導輪ザルバのオブジェが付属[80]。
- VOL.2 烈火炎装ガロ&魔導火
  - 2006年3月発売。白いコート姿の冴島鋼牙へ換装可能。魔導火のオブジェが付属[81]。
- VOL.3 銀牙騎士ゼロ&魔導具シルヴァ
  - 2006年4月発売。涼邑零に換装可能。魔導具シルヴァのオブジェが付属[82]。
- VOL.4 魔戒騎士ガロ（大河Ver.）&魔導馬 轟天&魔導刻
  - 2006年6月発売。VOL.1と比べてくすんだ色味にアレンジされたガロに仕上がっている。魔導刻のプロップが付属[83]。
- VOL.5 心滅獣身ガロ&ザルバ ダメージVer.
  - 2006年8月発売。換装できないが、Vol.1＆Vol.2の胴体に付けられる、闇に囚われた鋼牙の頭部が付属する。ダメージ状態のザルバのオブジェが付属[84]。
- VOL.6 キバ&駈音ペンダント
  - 2006年9月発売。バラゴこと龍崎駈音に換装可能。駈音が身に着けていたペンダントのオブジェが付属[85]。
- VOL.7 ガロ翼人&カオル&指輪
  - 2006年12月発売。メシアに憑依されたカオルのフィギュアと、カオルの指輪のプロップが付属。VOL.1と比べると、ガロと鋼牙はTV放送後の造形のためより劇中に近いものになっている[86]。
- VOL.8 白夜騎士ダン&魔導具ゴルバ
  - 2007年6月発売。山刀翼に換装可能。魔導具ゴルバのプロップが付属[87]。

煌人（キラメキビト）
2006年6月発売。劇中のCGモデルを使用して製作された12inchのアクションフィギュア。ガロのみ販売している。
装着変身
ガロ（2006年3月）
GARO極魂
S.I.C.極魂と同スケールのフィギュア。
- 黄金騎士 牙狼（2010年11月20日）
- 銀牙騎士 絶狼（2010年12月18日）
- 白夜騎士 ダン（2011年1月22日）
- 暗黒騎士 キバ（2011年5月28日）
- 黄金騎士牙狼 大河ver.＋牙狼斬馬剣（2011年5月、ホビージャパン誌上通販限定）
- 魔導馬 轟天（2011年6月25日）
- 黄金騎士 牙狼翼人（2011年8月、プレミアムバンダイ・魂ウェブ商店通販限定）

S.H.Figuarts
- 黄金騎士 牙狼（2011年4月16日）
- 銀牙騎士 絶狼（2011年9月、プレミアムバンダイ・魂ウェブ商店通販限定）
- 黄金騎士 大河（2011年10月、プレミアムバンダイ・魂ウェブ商店通販限定）
- 黄金騎士 ガロ (流牙Ver.)（2016年2月、プレミアムバンダイ・魂ウェブ商店通販限定）
- 黄金騎士 ガロ (レオン刻印Ver.)（2016年6月、プレミアムバンダイ・魂ウェブ商店通販限定）
- 黄金騎士 ガロ (雷吼Ver.)（2016年11月、プレミアムバンダイ・魂ウェブ商店通販限定）
- 黄金騎士 ガロ (流牙金色Ver.)（2016年8月、プレミアムバンダイ・魂ウェブ商店通販限定）
- 真骨彫製法・黄金騎士 ガロ (冴島鋼牙)（2017年11月、プレミアムバンダイ・魂ウェブ商店通販限定）
- 真骨彫製法・銀牙騎士 ゼロ（2018年6月、プレミアムバンダイ・魂ウェブ商店通販限定）
- 真骨彫製法・黄金騎士 ガロ (冴島雷牙)（2019年5月、プレミアムバンダイ・魂ウェブ商店通販限定）
- 真骨彫製法・暗黒騎士 キバ（2019年10月、プレミアムバンダイ・魂ウェブ商店通販限定）
- 真骨彫製法・黄金騎士ガロ（冴島鋼牙）（GARO 20th Anniversary Ver.）（2024年11月）

フィギュアーツZERO
- 星明（2016年10月、プレミアムバンダイ・魂ウェブ商店通販限定）

魔戒可動
イクイップ&プロップシリーズより派生したアクションフィギュアシリーズ。造形監修を竹谷隆之が、原型製作を藤岡ユキオが担当し、新たな関節機構を肩・肘・腰・股・膝に盛り込むことにより、自由自在な可動を実現した 事実上のリメイク商品。
- 黄金騎士 ガロ（2011年11月23日）
- 銀牙騎士 ゼロ（2011年11月23日）
- 暗黒騎士 キバ（2012年1月14日）
- 牙狼 魔導具セット（魔導輪ザルバ、魔導具シルバ、駈音ペンダント）（2012年4月、プレミアムバンダイ・魂ウェブ商店通販限定）
- 魔導馬 ゴウテン（2012年1月14日、プレミアムバンダイ・魂ウェブ商店通販限定）
- ジャアク（2012年5月、プレミアムバンダイ・魂ウェブ商店通販限定）
- 雷鳴騎士 バロン（2012年5月26日）
- 魔導馬 ライゴウ（2012年6月、プレミアムバンダイ・魂ウェブ商店通販限定）
- 閃光騎士 ロード（2012年10月、プレミアムバンダイ・魂ウェブ商店通販限定）
- 風雲騎士 バド（プレミアムバンダイ・魂ウェブ商店通販限定）
- 黄金騎士 ガロ 流牙Ver.（2013年9月、プレミアムバンダイ・魂ウェブ商店通販限定）
- 炎刃騎士 ゼン（2013年10月、プレミアムバンダイ・魂ウェブ商店通販限定）
- 天弓騎士 ガイ（2014年3月、プレミアムバンダイ・魂ウェブ商店通販限定）
- 黄金騎士 ガロ・翔（2014年1月、プレミアムバンダイ・魂ウェブ商店通販限定）
- 炎刃騎士 ゼン&天弓騎士 ガイ 金色Ver.セット（2014年6月、プレミアムバンダイ・魂ウェブ商店通販限定）
- 魔導馬 ギンガ（2014年8月、プレミアムバンダイ・魂ウェブ商店通販限定）
- 幻影騎士 クロウ（2014年12月、プレミアムバンダイ・魂ウェブ商店通販限定）
- 光覚獣身 ガロ（2015年6月、プレミアムバンダイ・魂ウェブ商店通販限定）
- 黄金騎士 ガロ (2015年11月28日、冴島鋼牙Ver.)
- 銀牙騎士 ゼロ（2016年7月）※新規造形
- 邪骨騎士 ギル（2015年12月、プレミアムバンダイ・魂ウェブ商店通販限定）
- 鷹麟ガロ（2016年10月プレミアムバンダイ・魂ウェブ商店通販限定）
- 白夜騎士 ダン（2017年4月、プレミアムバンダイ・魂ウェブ商店通販限定）
- 魔導馬 ハヤテ（2017年8月、プレミアムバンダイ・魂ウェブ商店通販限定）
- 竜陣ガロ（プレミアムバンダイ・魂ウェブ商店通販限定）
- 竜陣ガロパーツセット（プレミアムバンダイ・魂ウェブ商店通販限定）

TAMASHII Lab
- 魔導輪ザルバ（2017年6月、プレミアムバンダイ・魂ウェブ商店通販限定）
- 魔導輪ザルバ GARO 20th Anniversary Ver.（2025年3月）

### シルバーアクセサリー
GARO SILVER GLOSSARY
衣装制作を担当したJAP工房が、劇中に登場する魔導輪ザルバや魔導具シルヴァの実物の仕様と同等のクオリティを保ち、アクセサリーとして仕上げた。
- 魔導輪ザルバ（サイズ19号、22号） - 指輪
- 魔導具シルヴァ - ペンダント
- ダメージザルバ

### プロップグッズ
EX合金
アート・ストームが発売する合金を使用したグッズシリーズ。牙狼シリーズでは、魔導火のライターを発売している。竹谷隆之が造形監修。内部のメカを外すとライターをセットできるようになっており実際に点火できる。劇中に登場したものを再現したものと、劇中未登場のオリジナルデザインのものが存在している。
- 黄金騎士ガロ　魔導火（2016年12月）
- 銀牙騎士ゼロ　魔導火（2016年12月）
- 暗黒騎士キバ　魔導火（2013年10月）
- 黄金騎士ガロ　魔導火 流牙ver.（2014年4月）
- 幻影騎士クロウ　魔導火（2015年1月）
- 黄金騎士ガロ　魔導火 金色ver.（2016年2月）
- 白夜騎士 ダン　魔導火（2015年7月）
- 天弓騎士ガイ　魔導火（2016年4月）
- 炎刃騎士ゼン　魔導火（2016年4月）

ミニライターカバー
魔導火シリーズの縮小版のライターカバー。2016年1月にガロが発売し、2015年時点では流牙、キバ、ゼロが発売予定。

### その他グッズ
COMPLETE STYLE GIGANTIC 牙狼剣
劇中の牙狼剣を100cmで再現した玩具。小西遼生の劇中ボイスや、劇中BGMやSEが鳴るギミックがある。
牙狼・心魂剣（ソウルメタル） レプリカの剣 -Movie Props Replica-
『MAKAISENKI』に登場した見習い魔戒騎士が使用する剣のレプリカ。「牙狼展～守りし者の記憶～」にて先行発売した。

### パチンコ
2008年11月にサンセイアールアンドディからCR牙狼として発売された。
デジパチと羽根モノが複合した旧1種・2種複合機にあたるが、羽根モノ部分の抽選を簡素なものにして、大当り確率1/397.18、魔戒チャンス突入率50%・継続率82%で15ラウンド大当たりが続く「魔戒チャンス」を搭載した爆裂機である。シンプルで分かりやすく、強力な出球性能が魅力の当機は、テレビCMを製作していないにもかかわらず、攻略単行本が発売になるほどのヒットを得ており、本作品の知名度を広げた。
2010年には後継機種、第2弾『CR牙狼 〜陰我消滅の日〜』が稼動。

### パチスロ
- SLOT牙狼（2012年、エレコ）[125]
- パチスロ牙狼 -守りし者-（2017年、サミー）[126]
- S牙狼―黄金騎士―（2021年、サボハニ(大都技研子会社)）[127]

## イベント

### 魔界ノ宴

#### 魔界ノ宴～MAKAI kNight～ supported by Sansei R&D
2013年3月23日にディファ有明で開催されたファンイベント。13時から昼の部「光ノ宴」、19時から夜の部「闇ノ宴」の2部構成となっていた。アクションショー、トークコーナー、『闇を照らす者』新キャストお披露目、JAM Projectのライブが行われた。

#### 牙狼10周年記念 魔界ノ宴 －GARO FES.－
2016年2月11日に舞浜アンフィシアターで開催されたファンイベント。『GOLD STORM 翔』のアクションショー、『紅蓮ノ月』『魔戒ノ花』のトークショーやJAM Projectのライブなどが行われた。

### 金狼感謝祭
勤労感謝の日を捩ったイベント。

#### 金狼感謝祭2013
2013年11月23日に開催された。『闇を照らす者』主要キャストと藤田玲と横山誠と雨宮慶太が登壇した。藤田玲が「S#0」を歌唱した。『絶狼 BLACK BLOOD』、『魔戒ノ花』、劇場版『GOLD STORM 翔』、『炎の刻印』の情報が公開された。

#### 金狼感謝祭2014
2014年11月23日に開催された。雨宮慶太と『魔戒ノ花』『炎の刻印』のキャストが登壇した。『GOLD STORM 翔』『媚空 ヤミギリノチ』『DIVINE FLAME』と、新ユニット「魔戒歌劇団」の情報が公開された。

#### 金狼感謝祭2015
2015年11月23日に開催された。雨宮慶太と歴代シリーズキャストとスタッフが集結した。『DIVINE FLAME』『魔戒烈伝』『絶狼 DRAGON BLOOD』の情報が公開された。

#### 金狼感謝祭2016
2016年11月23日に開催された。雨宮慶太をはじめとしたスタッフと『DRAGON BLOOD』のキャスト陣、「魔戒歌劇団」のメンバー、南里美希、中山麻聖が登壇した。DUSTZ「Zoë〜Beautiful World〜」と魔戒歌劇団「PRAYERS」「篝火ノ夢」が披露された。『神ノ牙-KAMINOKIBA-』『月虹ノ旅人』『VANISHING LINE』の情報が公開された。

#### 金狼感謝祭2017
2017年11月23日に開催された。雨宮慶太と『神ノ牙-KAMINOKIBA-』のキャスト陣が登壇した。佐咲紗花が「十六夜の送り歌-ENDING SIDE-」を披露した。『神ノ牙 JINGA』の情報が公開された。

#### 金狼感謝祭2018 緊急生特番 JINGA スペシャル
2018年に開催された。『神ノ牙 JINGA』と『神ノ牙 JINGA 転生』のキャストが登壇した。　

### GARO CREATOR'S kNight
牙狼シリーズのクリエイターのファンイベント。2014年6月13日には東京カルチャーカルチャーで開催され、雨宮慶太、桂正和、竹谷隆之、林祐一郎が参加。2015年6月26日の番外編は新宿ロフトプラスワンで開催され、雨宮慶太、吉田直樹、竹谷隆之、藤田玲、柳原哲也が参加した。

### JAM Project×牙狼 LIVE 2023 烈火炎奏
2023年12月1日に豊洲PITにて開催されたJAM Projectの牙狼シリーズ楽曲オンリーのライブ。栗山航がサプライズ登場した。「其れは穢れなき修羅の涙」が初披露された。

## コラボレーション
『ファイナルファンタジーXIV』
Windows用オンラインゲーム。2017年1月17日にコラボイベントが開催。
コラボとしては異例の全ジョブ全種族に対して、牙狼コラボ衣装が追加されている。牙狼の鎧、絶狼の鎧、キバの鎧、ダンの鎧、魔戒法師装備が衣装として用意された。コラボマウントとして、「轟天」「銀牙」「雷剛」が用意された。
本作とのコラボに合わせて、特撮版では存在しない、魔戒騎士の鎧のインナー、暗黒騎士キバの背中のディティール、キバの魔導馬雷剛の天昇状態、海外ジェンダーの事情に合わせた女性の魔戒騎士の鎧などがデザインされた。
PVの編集やアングルの設定などは、牙狼に携わっているオムニバスの中川茂之が担当している。PVに登場している魔導刻のCGは今回のために新規に作られたもの。
2022年4月12日からコラボが復活した。
『モンスターハンターダブルクロス』
ニンテンドー3DS用ゲームソフト。2017年5月19日からコラボ。コラボ武具として「牙狼剣」と，防具「黄金騎士シリーズ」などが入手できた。
なお、本コラボに際してコラボロゴを雨宮慶太が書き下ろしている。
『戦国炎舞 -KIZNA-』
スマートフォン用ゲーム。2020年5月7日からコラボ。カードとして、「[魔戒騎士]牙狼」「[銀牙騎士]絶狼」「[暗黒騎士]呀」「[白夜騎士]」打無」「[白夜の魔獣]レギュレイス」「[魔界の棲魚]魔界竜」が入手できた。
『スーパーロボット大戦X-Ω』
iOS / Android用アプリゲーム。シリーズ15周年を記念して、2020年10月にコラボイベントが開催。ガロとゼロが参戦した。
『剣と魔法のログレス いにしえの女神』
スマートフォン用ゲーム。2022年9月14日からコラボ。武器として牙狼剣、防具として「黄金騎士ガロ」と「暗黒騎士キバ」が入手できた。
『ジョーカー～ギャングロード～』
スマートフォン用ゲーム。2023年12月5日からコラボ。